# Joseph Lauber (Theologe)
Joseph Lauber (* 1744 in Wien; † 11. April 1810 ebenda) war ein österreichischer katholischer Pastoraltheologe und Bibelübersetzer.  
Lauber wurde 1780 Professor für Pastoraltheologie an der Universität Brünn, die 1782 als Lyzäum nach Olmütz verlegt wurde. 1792 kehrte er nach Wien zurück, wo er als Seelsorger und Schriftsteller wirkte. 
Lauber versuchte sich auch als Bibelübersetzer: 1786 erschien in Wien eine von ihm ins Deutsche übersetzte Ausgabe des Pentateuchs unter dem Titel Die Bibel aus dem Grundtexte in eine, dem gemeinen Manne verständliche deutsche Sprache übersetzt. In Brünn erschien Die göttliche Schrift des alten und neuen Testamentes aus dem Grundtext in eine dem gemeinen Manne verständliche deutsche Sprache übersetzet, davon lassen sich zumindest vier Teile, die Genesis bis Jesaja umfassen, nachweisen.